# Natasha Bessez
Natascha Bessez o Natasha Bessez es una joven actriz y cantante de nacionalidad francesa y chilena, originaria de Nueva York، Estados Unidos. Se dio a conocer gracias a varios videos de presentaciones en vivo y grabaciones de estudio de covers, entre ellos, Release me, Rabiosa (de Shakira) y la versión en español de la canción Mr. Saxobeat de Alexandra Stan, lanzado en el 2011 gracias al canal de Youtube.

## Biografía
Natascha Bessez nació el 20 de diciembre de 1986, es originaria del Bronx, Nueva York. Su hermana mayor Meaghan Jarensky fue Miss Estado de Nueva York 2005, representando ese mismo año a su estado en el concurso Miss Estados Unidos. Ese mismo año, Natasha Bessez concursa en el Miss New York Teen USA, obteniendo el primer lugar y la oportunidad de representar a su estado en el Miss Teen USA 2005.

## Sus inicios
Después de ganar el certamen de Miss Teen New York Teen 2005, participó en el Programa The Pussycat Dolls Presents, en la etapa de audiciones, un año después apareció como personaje ocasional en Lipstick Jungle y en Gossip Girl.
Posteriormente trabajó en la película de Sex and the City.

## Etapa como cantante
Su gran pasión ha sido siempre la música, algo que pudo demostrar en el programa de televisión The Pussycat Dolls Presents. Sin embargo, su gran oportunidad vino al subir a Youtube varios videos con sus propias versiones de canciones como Rabiosa, Danza Kuduro y su ya famosa versión de Mr. Saxobeat, con más de 1.488.522 visitas (al 27 de junio de 2012).
El 2012 simboliza un gran año para Natasha, pues lanza a nivel mundial su primer sencillo promocional Heal, a través de ITunes el 21 de febrero, a lo cual declara sentirse muy contenta, además de que habrá de donar parte de las ganancias de la venta del sencillo.
La cantante se presenta junto al saxofonista danés Michael Rune al Dansk Melodi Grand Prix en 2014, la final nacional en Dinamarca para elegir a su representante en el Festival de la Canción de Eurovisión. El dúo actuó en décima posición con el tema 'Wanna Be Loved' en la noche del 8 de marzo alcanzando el top 3 entre las 10 candidaturas, aunque siendo superados por el ganador, Basim, quien sería el anfitrión en Copenhague. El sencillo alcanzó la novena posición en las listas de éxito danesas.